# Segunda Liga 2013-2014
La Segunda Liga 2013-2014, nota anche come Liga Revolução di Cabovisão per motivi di sponsorizzazione, è stata la 24ª stagione del secondo livello del calcio in Portogallo. In questa stagione hanno giocato 22 squadre in totale.
Moreirense e Penafiel sono stati promossi nella Primeira Liga 2014-2015, mentre gli Aves hanno giocato (e perso per 2-0 in totale) uno spareggio con Paços de Ferreira (classificato nella 15ª posizione nella Primeira Liga 2013-2014) per un posto nella Primeira Liga 2014-2015. L'Atlético è rimasto nella Segunda Liga 2014-2015 dopo essere stato invitato dalla Lega portoghese per il calcio professionistico (LPFP) in quanto la competizione Primeira Liga 2014-15 è stata estesa a 18 squadre, perché il Boavista è stata reintegrata, insieme all'espansione del 2014-15 sarà promossa la competizione della Segunda Liga a 24 squadre e l'impossibilità di un 4º posto del Campionato nazionale senior 2013-2014.

## Stagione
Nonostante abbia chiuso al 18º posto nella stagione 2012-2013, il Naval è stato retrocesso nella Seconda Divisione portoghese, a causa di problemi finanziari.
La retrocessione del Naval permise allo Sporting da Covilhã di essere ripescato di nuovo alla Segunda Liga

### Formula
Le 22 squadre partecipanti si affrontano in un girone di andata e ritorno, per un totale di 42 giornate.

Le prime due classificate sono promosse in Primeira Liga.

Al campionato possono partecipare le squadre riserve, ma non possono essere promosse in Primeira Liga. Se una squadra riserva si classifica ai primi due posti, la squadra classificatasi subito dopo beneficia della promozione diretta. Se la prima squadra retrocede in Segunda Liga, la squadra riserva viene retrocessa in Campeonato Nacional de Seniores indipendentemente dalla posizione in classifica. In quest'ultimo caso, se la squadra riserva non era nelle ultime tre posizioni, la squadra meglio piazzata nella zona retrocessione mantiene la categoria.

## Squadre partecipanti
| Club                 | Città                | Stadio                               | Posizione 2012-2013 |
| -------------------- | -------------------- | ------------------------------------ | ------------------- |
| Academico Viseu      | Viseu                | Estádio do Fontelo                   | 3º posto            |
| Atlético de Portugal | Lisbona              | Estádio da Tapadinha                 | 17º posto           |
| Beira-Mar            | Aveiro               | Estádio Municipal de Aveiro          | 16º posto           |
| Benfica B            | Lisbona              | Futebol Campus                       | 7º posto            |
| Braga B              | Braga                | Estádio Municipal de Braga           | 15º posto           |
| Chaves               | Chaves               | Estádio Municipal de Chaves          | 1º posto            |
| Covilhã              | Covilhã              | Complexo Desportivo da Covilhã       | 20º posto           |
| Desportivo Aves      | Vila das Aves        | Estádio do CD das Aves               | 5º posto            |
| Farense              | Faro                 | Estádio Algarve                      | 2º posto            |
| Feirense             | Santa Maria da Feira | Estádio Marcolino de Castro          | 13º posto           |
| Leixões              | Matosinhos           | Estádio do Mar                       | 3º posto            |
| Marítimo B           | Funchal              | Campo da Imaculada Conceição         | 16º posto           |
| Moreirense           | Moreira de Cónegos   | Parque Joaquim de Almeida Freitas    | 15º posto           |
| Oliveirense          | Oliveira de Azeméis  | Estádio Carlos Osório                | 8º posto            |
| Penafiel             | Penafiel             | Estádio Municipal 25 de Abril        | 9º posto            |
| Portimonense         | Portimão             | Estádio Municipal de Portimão        | 6º posto            |
| Porto B              | Porto                | Estádio Dr. Jorge Sampaio            | 14º posto           |
| Santa Clara          | Ponta Delgada        | Estádio de São Miguel                | 11º posto           |
| Sporting B           | Lisbona              | CGD Stadium Aurélio Pereira          | 4º posto            |
| Tondela              | Tondela              | Estádio João Cardoso                 | 10º posto           |
| Trofense             | Trofa                | Estádio do Clube Desportivo Trofense | 19º posto           |
| União Madeira        | Funchal              | Estádio da Madeira                   | 12º posto           |

## Classifica
|  | Pos. | Squadra            | Pt | G  | V  | N  | P  | GF | GS | DR  |
|  | ---- | ------------------ | -- | -- | -- | -- | -- | -- | -- | --- |
|  | 1.   | Moreirense         | 79 | 42 | 21 | 16 | 5  | 65 | 25 | +40 |
|  | 2.   | Porto B            | 77 | 42 | 23 | 8  | 11 | 59 | 42 | +17 |
|  | 3.   | Penafiel           | 73 | 42 | 18 | 19 | 5  | 47 | 24 | +23 |
|  | 4.   | Desp. Aves         | 71 | 42 | 20 | 11 | 11 | 46 | 35 | +11 |
|  | 5.   | Benfica B          | 70 | 42 | 20 | 10 | 12 | 77 | 56 | +21 |
|  | 6.   | Sporting Lisbona B | 70 | 42 | 20 | 10 | 12 | 61 | 50 | +11 |
|  | 7.   | Portimonense       | 67 | 42 | 19 | 10 | 13 | 58 | 48 | +10 |
|  | 8.   | Chaves             | 67 | 42 | 19 | 10 | 13 | 58 | 56 | +2  |
|  | 9.   | Tondela            | 59 | 42 | 16 | 11 | 15 | 41 | 38 | +3  |
|  | 10.  | Farense            | 57 | 42 | 15 | 12 | 15 | 45 | 44 | +1  |
|  | 11.  | Académico de Viseu | 54 | 42 | 16 | 6  | 20 | 43 | 43 | 0   |
|  | 12.  | Beira-Mar          | 54 | 42 | 14 | 12 | 16 | 45 | 48 | -3  |
|  | 13.  | União Madeira      | 52 | 42 | 14 | 10 | 18 | 50 | 46 | +4  |
|  | 14.  | Feirense           | 50 | 42 | 10 | 20 | 12 | 41 | 46 | -5  |
|  | 15.  | Santa Clara        | 48 | 42 | 13 | 9  | 20 | 38 | 46 | -8  |
|  | 16.  | Covilhã            | 48 | 42 | 13 | 9  | 20 | 34 | 50 | -16 |
|  | 17.  | Leixões            | 47 | 42 | 13 | 8  | 21 | 42 | 57 | -15 |
|  | 18.  | Oliveirense        | 47 | 42 | 13 | 8  | 21 | 56 | 76 | -20 |
|  | 19.  | Trofense           | 47 | 42 | 11 | 14 | 17 | 36 | 61 | -25 |
|  | 20.  | Braga B            | 44 | 42 | 12 | 8  | 22 | 47 | 60 | -13 |
|  | 21.  | Marítimo B         | 43 | 42 | 11 | 10 | 21 | 39 | 57 | -18 |
|  | 22.  | Atlético CP*       | 40 | 42 | 9  | 13 | 20 | 34 | 54 | -20 |

Legenda:

      Ammesse alla Primeira Liga 2014-2015

      qualificate ai play-off delle piazzate.
Tre punti a vittoria, uno a pareggio, zero a sconfitta.
La classifica viene stilata secondo i seguenti criteri:
- Punti conquistati
- Punti conquistati negli scontri diretti
- Differenza reti negli scontri diretti
- Reti realizzate in trasferta negli scontri diretti
- Differenza reti generale
- Partite vinte
- Reti totali realizzate
- Spareggio

### Verdetti
- Moreirense e Penafiel promosse in Primeira Liga 2014-2015.

Note:
- L'Atlético de Portugal è rimasto nella Segunda Liga 2014-2015, dopo essere stato invitato dalla Lega portoghese per il calcio professionistico (LPFP) in quanto la competizione Primeira Liga 2014-15 è stata estesa a 18 squadre, perché il Boavista è stato ripescato, ribaltando così la sentenza dello scandalo in Portogallo chiamato Fischietto d'oro. Sarà promossa la competizione della Segunda Liga a 24 squadre e l'impossibilità di un 4º posto del Campionato nazionale senior 2013-2014.

## Statistiche

### Classifica marcatori
Riferimento: Sito ufficiale
| Gol |  |  | Giocatore          | Squadra            |
| --- |  |  | ------------------ | ------------------ |
| 22  |  |  | Jorge Pires        | Moreirense         |
| 21  |  |  | Tó Zé              | Porto B            |
| 16  |  |  | Ricardo Esgaio     | Sporting Lisbona B |
| 16  |  |  | Rui Lima           | Oliveirense        |
| 15  |  |  | Cafú               | Académico de Viseu |
| 14  |  |  | Luís Pinto         | Chaves             |
| 14  |  |  | Moreira            | Leixões            |
| 14  |  |  | Luís Barry         | Chaves             |
| 13  |  |  | Rogelio Funes Mori | Benfica B          |
| 12  |  |  | Arthuro            | União Madeira      |
| 12  |  |  | Kuca Alves         | Chaves             |